# Distretto di Segeneiti
Il distretto di Segeneiti è uno dei dieci distretti della regione del Sud, in Eritrea. Ha per capoluogo la città di Saganèiti.